# 奧萊沙 (特諾皮爾州)
49°7′42″N 25°15′40″E / 49.12833°N 25.26111°E
奧萊沙（羅馬化：Olesha）是烏克蘭西部捷爾諾波爾州喬爾特基夫區莫納斯特里斯卡市鎮的村莊，始建於1448年，面積1.43平方公里，2001年人口363，人口密度每平方公里253.5人。